# Karanganom (Kauman)
Karanganom is een bestuurslaag in het regentschap Tulungagung van de provincie Oost-Java, Indonesië. Karanganom telt 3223 inwoners (volkstelling 2010).